# 陕西煤业化工
陕西煤业化工集团有限责任公司，簡稱陕西煤业化工集团和陕西煤业化工（英語：Shaanxi Coal and Chemical Industry Group Co., Ltd.），2004年，由陝西省煤炭部把下放的铜川、韩城、蒲白、韩城等十家煤炭企业整合重组而成，於西安市（總部）成立前身「陕西煤业集团有限责任公司」。
董事長為楊照乾。業務在國內經營煤炭开发、煤化工、燃煤发电、钢铁冶炼、装备制造、建筑施工、现代物流、金融服务、科技研发。
2007年公司收入为150亿人民币，在2008年全国煤炭企业排名第六。
2008年，該公司把旗下優質經營煤炭开采、洗选、加工、销售以及生产服务，聯同和中国长江三峡集团公司、华能国际电力开发公司、陕西有色金属集团公司、陕西鼓风机集团公司分拆設立股份有限公司；其後2014年1月28日成功分拆上市。
2015年，被美國財富雜誌《全球500大》排名為第416位，而營業收入為286.6560億美元；2016年，排名為347位，營業收入為303.31美元。在2020年，陝西煤業股份（為陝西煤業化工分支）在福布斯全球2000大上市公司排行榜中位列第805名。

## 外部連結
- shccig.com （页面存档备份，存于）